# Foundation for a Drug-Free World
Foundation for a Drug-Free World' é uma organização não governamental que tem como objetivo proporcionar um mundo livre das drogas, mantida por donativos voluntários.
Seus trabalhos consistem na divulgação de material impresso elucidativos sobre os efeitos do uso de entorpecentes e palestras ministradas por voluntários para o mundo todo. Hoje seus materiais são traduzidos para mais de 15 países e está em fase de tradução os materiais a serem usados em português brasileiro.
Recentemente representantes da Drug Free World estiveram em Fortaleza ministrando palestras e divulgando materiais em escolas e órgãos públicos.

## Controvérsia
A fundação, apesar de apoiada pelos governos a nível global pelo seu trabalho, tem sido alvo de críticas por parte de cientistas e pesquisadores nos últimos anos.